# Günter Strack

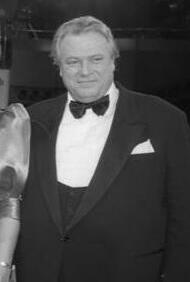
Günter Strack, 1986

Günter Strack (* 4. Juni 1929 in Darmstadt; † 18. Januar 1999 in Münchsteinach) war ein deutscher Schauspieler und Hörspiel- und Synchronsprecher.

## Biografie

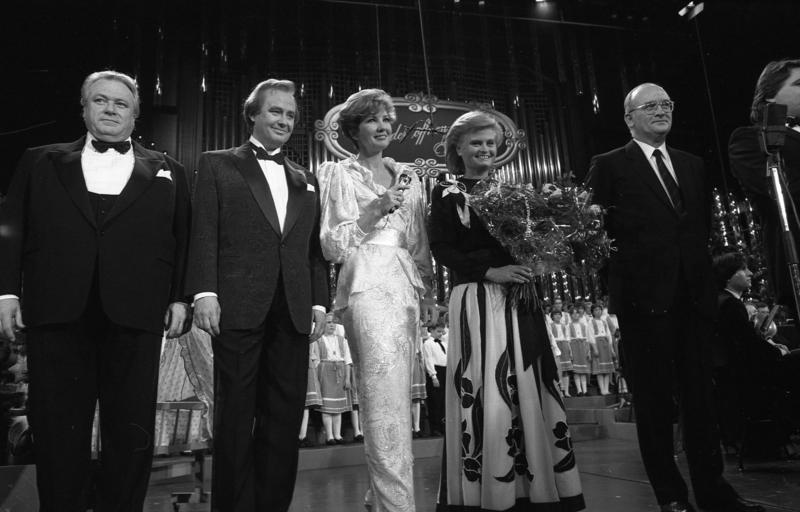
Günter Strack im Jahr 1986 mit René Kollo, Carolin Reiber, Hannelore Kohl und Wolfram Brück (v. l. n. r.)

Nach dem Schulabgang (Obersekunda) studierte Strack in Stuttgart an der Staatlichen Hochschule für Musik und Darstellende Künste bei Paul Riedy und Lilly Ackermann. 1949 debütierte er als Ferdinand in Schillers Kabale und Liebe am Theater Oberhausen, danach folgten Engagements unter anderem in Darmstadt, Wiesbaden, Nürnberg und Hannover.
Er war in über 400 verschiedenen Rollen im Theater, Film und Fernsehen zu sehen. Einer der Höhepunkte seiner Karriere war die Zusammenarbeit mit Alfred Hitchcock bei dem Spielfilm Der zerrissene Vorhang. Große Popularität erlangte er durch Fernsehserien wie Ein Fall für zwei, Diese Drombuschs, Mit Leib und Seele und Der König. Auch in der Episodenreihe Hessische Geschichten wirkte er mit.
Des Weiteren war Günter Strack als Synchronsprecher aktiv und lieh seine Stimme international bekannten Kollegen wie Edward G. Robinson (Der kleine Cäsar), Spencer Tracy (Das siebte Kreuz) und Orson Welles (Reise der Verdammten). In den US-Fernsehserien Cannon, Nero Wolfe und Ein Colt für alle Fälle synchronisierte er William Conrad und im Asterix-Film Operation Hinkelstein den Obelix. Nicht nur wegen seines Hangs zu hessischen Mundartrollen avancierte Strack überdies zum beliebten Volksschauspieler.
1989 warb Strack in einer Werbekampagne für die Spirituose Malteserkreuz Aquavit mit dem Slogan „Man gönnt sich ja sonst nichts“, eine ironische Anspielung auf seine enorme Leibesfülle. Günter Strack war auch Hobby-Winzer. Er betrieb Weinbau in Wasserlos, dem Geburtsort seiner Mutter, und in Iphofen.
Am 28. Juni 1996 erlitt Strack einen Schlaganfall, kurze Zeit später folgte eine Enterokokken-Infektion. Nach seiner Genesung drehte er noch den Film Dr. med. Mord, den letzten Film zur Serie Der König. Am Abend des 18. Januar 1999 starb Günter Strack im Alter von 69 Jahren an Herzversagen. Zwei Tage zuvor war er beim Deutschen Filmball letztmals öffentlich aufgetreten. Sein Grab befindet sich auf dem Friedhof des mittelfränkischen Ortes Münchsteinach.
Strack war von 1958 bis zu seinem Tod mit Lore Hennig (1936–2014), einer Tochter von Arno Hennig verheiratet, die einen Sohn Michael (* 1956) mit in die Ehe brachte. Aus der Ehe mit Lore Strack stammt die gemeinsame Tochter Susanne Dorothea Titze (* 1959).

## Ehrungen

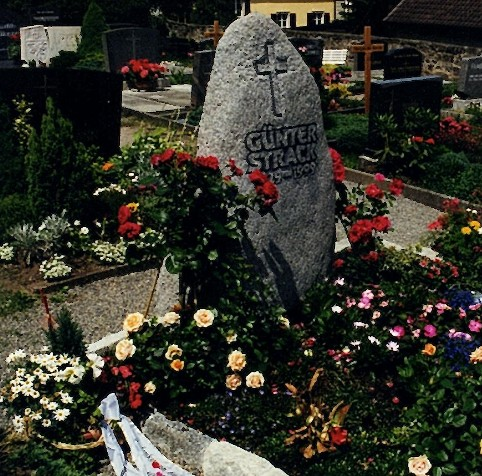
Grabstätte von Günter Strack

Im Jahr 1988 erhielt Günter Strack die Carl-Zuckmayer-Medaille. Er wurde 1990 mit dem Bundesverdienstkreuz I. Klasse geehrt.
In Erinnerung an Strack wurde 2000 der Günter-Strack-Fernsehpreis ins Leben gerufen.
Die Rockband Die Quietschboys widmete ihm einen Song. Ebenso sang die Band Die Doofen über ihn.

## Filmografie (Auswahl)

### Spielfilme
- 1958: Der Datterich (TV)
- 1960: Das Wunder des Malachias
- 1962: Der Mann im Fahrstuhl (TV)
- 1966: Maigret und sein größter Fall
- 1966: Der zerrissene Vorhang (Torn Curtain)
- 1967: Das Arrangement (TV) (Regie: Günter Gräwert)
- 1968: Madame Bovary
- 1969: Damenquartett
- 1970: Gefährliche Neugier
- 1970: Sessel zwischen den Stühlen (TV) (Regie: Fritz Umgelter)
- 1970: Tage der Rache (Regie: Theo Mezger)
- 1971: Iwanow
- 1972: Im Namen der Freiheit (TV) (Regie: Oswald Döpke)
- 1972: Mit dem Strom (TV) (Regie: Wolfgang Schleif)
- 1972: Einmal im Leben – Geschichte eines Eigenheims
- 1974: Die Akte Odessa (The Odessa File)
- 1974: Konfrontation
- 1976: Die Affäre Lerouge
- 1976: Alle Jahre wieder – Die Familie Semmeling
- 1976: Der Winter, der ein Sommer war
- 1977: Die Dämonen
- 1978: Die gläserne Zelle
- 1979: Revolution in Frankfurt
- 1980: Der Thronfolger (TV) (Regie: Oswald Döpke)
- 1983: Die Schaukel
- 1986: Goethe im Examen (Kurzfilm)
- 1989: Asterix – Operation Hinkelstein (Stimme)
- 1990: Der zerbrochene Krug (Regie: Heinz Schirk)
- 1996: Der Schattenmann
- 1998: Die Honigfalle – Verliebt in die Gefahr

### Fernsehserien und -reihen
- 1966: Cliff Dexter – Die herrenlose Dogge (ZDF-Fernsehserie)
- 1971: Tatort – Frankfurter Gold
- 1972: Der Illegale – (ZDF-Mehrteiler, Teil 3)
- 1973: Tatort – Ein ganz gewöhnlicher Mord
- 1973: Sonderdezernat K1 – Kassensturz nach Mitternacht
- 1974: Telerop 2009 – Es ist noch was zu retten
- 1974: Die unfreiwilligen Reisen des Moritz August Benjowski
- 1975: Derrick – Tod am Bahngleis
- 1975: Tatort – Die Rechnung wird nachgereicht
- 1975: Abenteuerlicher Simplicissimus
- 1976: Die Affäre Lerouge
- 1976: Tatort – Zwei Flugkarten nach Rio
- 1977: Tatort – Himmelblau mit Silberstreifen
- 1977: Derrick – Hals in der Schlinge
- 1977: Sonderdezernat K1 – Der Regen bringt es an den Tag
- 1977: Tatort – Flieder für Jaczek
- 1978: Ein Mann will nach oben
- 1978: Vorsicht! Frisch gewachst (Regie: Helmut Kissel)[8]
- 1978: Kommissariat 9 – Ein Schluck aus der Pulle
- 1979: Die Buddenbrooks
- 1980: Tod eines Schülers
- 1980: St. Pauli-Landungsbrücken (Fernsehserie, eine Folge)
- 1981: Tatort – Schattenboxen
- 1981–1988: Ein Fall für zwei
- 1982: Rom ist in der kleinsten Hütte
- 1983: Schwarz Rot Gold – Kaltes Fleisch
- 1984: August der Starke
- 1984: Franz Xaver Brunnmayr
- 1985–1994: Diese Drombuschs
- 1986–1990: Hessische Geschichten
- 1989–1993: Mit Leib und Seele (ZDF-Fernsehserie)
- 1988: Die Schwarzwaldklinik – Gewichtsprobleme
- 1994: Schwarz greift ein – Auge um Auge
- 1994–1998: Der König

## Hörspiele (Auswahl)
Die ARD-Hörspieldatenbank enthält 155 Datensätze (Stand: Oktober 2023) bei denen Strack als Sprecher geführt wird.
- 1964: Karl Alfred Wolken: Sarah und die Pferde – Regie: Günter Bommert (Hörspiel – RB)
- 1973: Ein reizendes Pärchen – Autor: Fred Kassak – Regie: Otto Düben

## Diskografie
Alben
- 1988: Das Geschenk der Weisen (Hörbuch)
- 1990: Jeden Tag ein gutes Wort

Singles
- 1990: Grad’ die kleinen Sünden machen großen Spaß / Hier und da ein Zipperlein